# Concurso Pebble Beach
El concurso de elegancía de Pebble Beach (Pebble Beach Concours d'Elegance de forma oficial) es una exposición-concurso de automóviles que se celebra con carácter anual en las instalaciones del campo de golf de Pebble Beach, en la localización homónima del Condado de Monterey (California) en Estados Unidos.
En este concurso, organizado como una auténtica pasarela de belleza, los coches desfilan delante del público y el jurado, antes de permanecer expuestos. Los vehículos son principalmente clásicos de alta gama restaurados o en buen estado de conservación. También es escaparate habitual de presentación de nuevos modelos, siempre de gama alta, destacables más por sus características estéticas que por las técnicas. (El apartado técnico de los vehículos, tanto clásicos como actuales es también de gran calidad, pero es el apartado estético lo que se juzga en el certamen y es este aspecto el que se potencia y promociona en los vehículos presentados).

## Historia
La primera edición del concurso tuvo lugar en 1950, exactamente el 5 de noviembre.
Se viene celebrando con carácter anual desde 1997 el tercer domingo del mes de agosto.

## Eventos asociados
Asociados al concurso de elegancia que da nombre al certamen se organizan otros eventos, entre ellos destacan:
- Eventos de conducción:
  - Pebble Beach Tour d'Elegance. Tour realizado por los alrededores por los participantes en el concurso de elegancia.
  - Pebble Beach Motoring Classic. Carrera de clásicos realizada por algunos de los participantes en el concurso de elegancia.
- Retro auto. Exposición comercial de vehículos y parafernalia asociada al mundo del motor.
- Subastas y exposiciones:
  - Pebble Beach Auctions. Subasta de coches.
  - Automotive Fine Arts Society (AFAS) Exhibition. Exhibición de la Sociedad "AFAS".

La organización del concurso tiene creada una fundación asociada al mismo: la Pebble Beach Foundation a través de la cual gestiona las aportaciones del público, concursantes, jueces, patrocinadores, patrocinador y donantes para destinarla a obras de caridad. En su 60 edición la cifra oficial de donaciones asciende a 13 millones de dólares.

## Ediciones
| Año  | Fecha         | N.º participantes | Presentaciones oficiales                                                                         | Ganador concurso elegancia |
| ---- | ------------- | ----------------- | ------------------------------------------------------------------------------------------------ | -------------------------- |
| 1950 | 5/11/1950     | -                 | -                                                                                                | -                          |
| 2005 | -             | -                 | Alfa Romeo 8C Spider                                                                             | -                          |
| 2008 | -             | -                 | -                                                                                                | -                          |
| 2009 | -             | -                 | Bentley Mulsanne, Devon GTX                                                                      | -                          |
| 2010 | 11-15/08/2010 | -                 | Bentley Continental GTC, Veyron Super Sport, Jaguar XJ75 Platinum, Jaguar XKR 175, Morgan Eva GT | Delage D8S                 |
| 2011 | 21/08/2010    | -                 | -                                                                                                | -                          |
| 2012 | 19/08/2010    | -                 | -                                                                                                | -                          |